# Adam Baczewski
Adam Baczewski (ur. 14 maja 1895 we Lwowie, zm. 1940 w ZSRR) – polski przemysłowiec, ofiara zbrodni katyńskiej.

## Życiorys

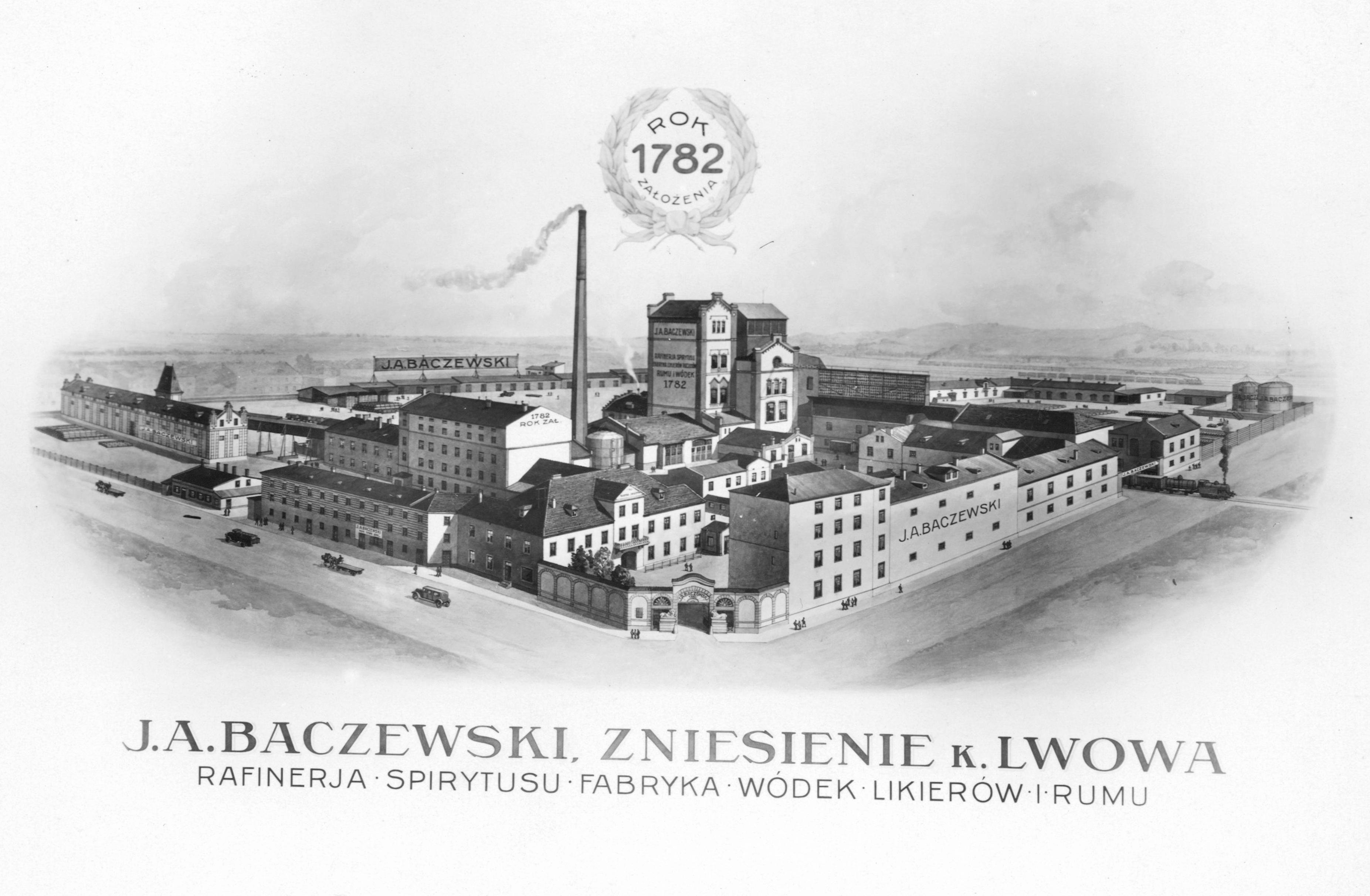
Fabryka J.A. Baczewski przed 1939

Urodził się 14 maja 1895 we Lwowie. Był synem Henryka (1864–1930, adwokat, współwłaściciel fabryki wódek J.A. Baczewski) i Gabrieli z domu Zgórskiej (1864–1935, córka Alfreda Zgórskiego). Uczęszczał do C. K. II Gimnazjum we Lwowie od 1905 do 1906, a potem od 1907 do Prywatnego Gimnazjum im. Adama Mickiewicza we Lwowie, które ukończył w 1913 zdając maturę. Następnie rozpoczął studia na Politechnice Lwowskiej.
Po odzyskaniu przez Polskę niepodległości podjął służbę w dyplomacji, zostając sekretarzem poselstwa RP w Rzymie. Z dniem 1 listopada 1923 skierowany do Ministerstwa Spraw Zagranicznych, po czym 31 grudnia tego samego roku zwolniony.
W okresie II Rzeczypospolitej on i jego stryjeczny brat Stefan Baczewski (ur. 1892, syn Leopolda, brata Henryka) kierowali rodzinną firmą J.A. Baczewski (nazwa od Józef Adam Baczewski; pełna: „Fabryka wódek, likierów i rossolisów J.A. Baczewski”), którą w przeszłości tworzył także ich dziadek Józef (1829–1911). Stefan Baczewski od 1922 był współwłaścicielem i naczelnym dyrektorem firmy. Adam został współwłaścicielem zakładu w 1923. W 1925 na wystawie spirytusowej w Londynie przedsiębiorstwo zdobyło większość nagród.
Działał w organizacjach harcerskich. W 1934 został przewodniczącym okręgowej komisji wyborczej.
Po wybuchu II wojny światowej i agresji ZSRR na Polskę z 17 września 1939 został aresztowany przez funkcjonariuszy NKWD 25 września 1939. Był przetrzymywany we lwowskim więzieniu Brygidki. W 1940 został zamordowany w ramach zbrodni katyńskiej. Jego nazwisko znalazło się na tzw. Ukraińskiej Liście Katyńskiej, opublikowanej w 1994 (został wymieniony na liście wywózkowej 71/2-50, oznaczony numerem 122). Ofiary tej części zbrodni katyńskiej zostały pochowane na otwartym w 2012 Polskim Cmentarzu Wojennym w Kijowie-Bykowni. W ramach zbrodni katyńskiej na terenach ukraińskich został zamordowany także Stefan Baczewski. Według innych źródeł Stefan i Adam Baczewscy zostali przewiezieni do kopalni w Donbasie, gdzie ponieśli śmierć, lub że Stefan Baczewski miał zostać zamordowany w ramach zbrodni katyńskiej w Charkowie (jednakże zarówno nie wskazała go lista jeńców przetrzymywanych od 1939 do 1940 w obozie w Starobielsku, jak też lista ofiar zamordowanych w Charkowie).